# Svaz českých filatelistů
Svaz českých filatelistů (SČF) je spolkem sdružujícím sběratele známek a dalších předmětů filatelistického zájmu a zájemce o poštovní historii. Má více než 4.000 členů v klubech, odborných společnostech a kroužcích mladých filatelistů, které působí v mnoha městech a obcích České republiky. SČF je nástupnickou organizací Svazu československých filatelistů (SČSF) a nepřímo tedy i zakládajícím členem Mezinárodní filatelistické federace (FIP) a Federace evropských filatelistických asociací (FEPA).
Filatelie jako obor má u nás tradici sahající až do 80. let 19. století a SČF na ni navazuje.

## Historie

### Klub českých filatelistů (KČF)
První poštovní známky na světě byly vydány v roce 1840 ve Spojeném království. Na našem území první známky vydala rakouská pošta v červnu 1850. Několik let poté padl Bachův absolutistický režim a na českém území začaly vznikat různé spolky - Hlahol, Sokol, Světobor a další. Až roku 1885 vznikl na českém území první německý filatelistický spolek. Dva roky poté roku 1887 byl v Praze založen nadvakrát Klub českých filatelistů. Podruhé úředně za účasti vládního komisaře a 11 filatelistů dne 8. srpna 1887. Prvním předsedou spolku byl zvolen Vincenc Jedlička. Počet členů rostl zvolna. Valné hromady se konaly každý rok a výbor se scházel 2x za měsíc. Byly přijaty klubové stanovy, konány přednášky i výměnné schůzky sběratelů. Od 25. února 1897 začal klub s vydáváním vlastního časopisu pojmenovaného Český filatelista. V dalším roce bylo založeno Album padělků. Roku 1914 se část členů odtrhla a vytvořila konkurenční klub s názvem Sdružení přátel filatelie. Téhož roku přijal původní klub do svých řad první ženu, Marii Černou.

### Změny v první republice
Krátce po vzniku Republiky československé byly 18. prosince 1918 vydány první čs. známky. Šlo o každému dostupný symbol obnovené státnosti, nadto s vyobrazením panoramatu Hradčan, díky němuž o filatelii mezi veřejností značně vzrostl zájem. Počet členů klubu se z 203 v lednu 1918 zvýšil na 600 v roce 1919. Registrovali se sběratelé i ze Slovenska a zahraničí. V roce 1919 došlo k založení filatelistických klubů v Písku, Hradci Králové, Skutči, Brně, Rakovníku a Hranicích. Rok poté vznikaly kluby další a to i na Slovensku. To vše vedlo k ustavení Svazu československých filatelistických spolků v lednu 1921, jehož předsedou se stal ing. Josef Peters. Ten byl do té doby předsedou konkurenčního Sdružení přátel filatelie. Nově vzniklý svaz začal vydávat časopis Český filatelista, dalším časopisem na trhu byl téhož roku založený s názvem Tribuna filatelistů.
V roce 1922 svaz zorganizoval v Hradci Králové svou I. výstavu poštovních známek a rok poté v Brně I. mezinárodní výstavu poštovních známek. Bylo vystaveno 153 exponátů sběratelů mnoha států světa, některé z nich se týkaly filatelistické literatury a pomůcek filatelisty používaných.
Počínaje rokem 1925 svaz pořádal každoročně sjezdy československých filatelistů, spojené s pořádáním výstav a odbornými přednáškami. Sjezdů se zúčastňovali delegáti z mnoha klubů jak ve svazu sdružených, tak těch, které pracovaly samostatně. Podařilo se vytvořit Zkušebnu známek vč. potřebných dokumentů.
V roce 1926 se stal československý svaz spoluzakladatelem Mezinárodní filatelistické federace (FIP) v Paříži. Roky 1926 až 1927 byly obdobím vrcholné aktivity svazu a jeho klubů na celém území republiky, tedy i na Slovensku. Pak došlo v souvislosti se zhoršenou hospodářskou situací republiky k úpadku, kluby zanikaly, odcházely z klubu. Až v roce 1934 se v Praze ujal iniciativy Spolek nezávislých filatelistů a spolu s dalšími 16 spolky založili roku 1935 organizací novou, kterou nazvali Jednota čs. filatelistů. Rok poté původní Svaz československých filatelistických spolků ohlásil konec své existence.
V únoru 1937 byla založena nová společná celostátní organizace Ústředí čs. filatelistických spolků, k níž se přihlásilo 42 klubů - spolků v republice. Mnohé spolky však i nadále existovaly mimo, zůstávaly samostatné. Rok poté byla situace podobná, 85 spolků pod Ústředím, dalších 53 mimo. Pracoval zde i Německý filatelistický svaz v Československu, sdružující 50 spolků. Ke konci I. republiky na území republiky fungovalo dohromady přes 180 spolků tohoto zaměření.
V roce 1937 se podařilo Ústředí spolu s zapojenými klub zorganizovat dvě velké akce, v Bratislavě Celostátní výstavu poštovních známek BRATISLAVA 1937 a v Praze pod patronátem FIP Mezinárodní výstavu poštovních známek PRAGA 1938.

### Válečné a poválečné roky
Po roce 1938 se odtrhly filatelistické spolky na Slovensku, zanikly některé kluby z území rozvráceného Československa, jiné ovšem vznikly. Také se podařilo uspořádat řadu menších výstav. V době osvobození, tedy v květnu 1945, na území obnovené republiky existovaly dva ústřední orgány, předválečné Ústředí československých filatelistických spolků (se zastoupením ve FIP) a na Slovensku Svaz slovenských filatelistických spolků. Oba v roce 1945 uspořádaly své samostatné valné hromady s účastí zástupců 65, resp. 20 klubů. Spolupráce vázla a roku 1947 byl v Brně založen orgán třetí pod názvem Svaz moravsko-slezských filatelistických spolků.

### Svaz československých filatelistů
Dne 30. května 1965 proběhla v Praze ustavující konference Svazu československých filatelistů (SČSF), která se stala společenskou zájmovou organizací Národní fronty ČSSR ovládanou komunistickou stranou. Do čela byl zvolen devítičlenný ústřední výbor SČSF, jehož předsedou se stal ing. Ladislav Dvořáček. Dalším z funkcionářů byl Vratislav Krutina, funkcionář KSČ.
V květnu 1969 došlo k federativnímu rozdělení ČSSR a následně i filatelistické organizace. Vznikly dva národní svazy, Svaz českých filatelistů a Zväz slovenských filatelistov. Oba byly začleněny do Národní fronty ČSR a SSR. Společně vytvořily Federaci československých filatelistů, i ta byla členem Národní fronty ČSSR.
Na území obou republik vznikly postupně krajské výbory, pod vedením KSČ došlo ke spolupráci se SSM a PO SSM, vznikl odznak odbornosti PO SSM Mladý filatelista, byly pořádány filatelistické olympiády a kongresy mladých filatelistů.
V roce 1974 se konal III. sjezd československých filatelistů. Federace československých filatelistů byla přejmenována zpátky na Svaz československých filatelistů (SČSF). Dva roky poté se konala v Praze (poprvé v Československu) Mezinárodní výstava poštovních známek SOCFILEX 76 PRAHA. Byla to akce v rámci RVHP, na počest XV. sjezdu KSČ a také tak pojatá, politicky, angažovaně.
Vrcholem tehdejšího úsilí SČSF se stala Světová výstava poštovních známek Praga 1978, nad níž převzala patronát Mezinárodní filatelistická federace FIP. Pořadatelem byli jak českoslovenští filatelisté, tak federální ministerstvo spojů. Také v dalších letech se konaly v ČSSR četné mezinárodní filatelistické akce, jako byly kongresy či výstavy. Schopnost pořadatelské organizace se odrazila ve volbách do mezinárodních organizací, předseda SČSF Ing. Dvořáček byl v roce 1980 zvolen předsedou Mezinárodní filatelistické organizace FIP a znovu o čtyři roky později. V roce 1980 byla podepsána Dohoda o vzájemné spolupráci mezi FMS a SČSF.
Organizační úsilí se odrazilo i v nárůstu členské základny. V roce 1965 měl Svaz 32 000 členů s 4 000 v kroužcích mladých filatelistů, v roce 1984 již 75 000 členů, počet členů dětských kroužků se zvýšil na 11 000.
V roce 1988 se podařilo uspořádat v Praze Světovou výstavu poštovních známek PRAGA 1988.

### Změny po roce 1990
Po sametové revoluci se dne 26. října 1990 na adrese Praha 1, Celetná 26 zaregistroval Svaz českých a slovenských filatelistů (SČSF). Necelé dva měsíce poté se pod IČO 00442976 zaregistroval 6. prosince 1990 Svaz českých filatelistů (SČF) s udanou adresou Praha 5, Holečkova 10.

## Současnost
Nyní je SČF spolkem (ve smyslu nového OZ - což je však pouze změnou formy) a nadále pokračuje ve své tradiční činnosti. Jeho sekretariát sídlí v domě Autoklubu v Praze 1, Opletalova 29. Pověřeným předsedou SČF je od července 2019 jeho tajemník Ing. Julius Cacka.
Dne 31. května 2001 se u Ministerstva vnitra zaregistrovala obdobná organizace Svaz českých filatelistických spolků s IČO 2653461.

### Odborné společnosti a Sekce
V rámci SČF působí kluby filatelistů, pracující na místním základě, a odborné společnosti a jejich sekce, sdružující sběratele podle odborného zájmu.
Bohemika je sekce Svazu českých filatelistů a námětový obor filatelie. Zabývá se českými náměty na zahraničním filatelistickém materiálu, jako jsou známky, razítka, celiny, celistvosti apod. Byla založena roku 1969 a vydává stejnojmenný zpravodaj Bohemika (k roku 2008 vyšlo 242 čísel). V období ČSSR vycházel s názvem Bohemoslovenika.